# Pogoń 04 Szczecin
Pogoń '04 Szczecin – klub futsalowy ze Szczecina.
Klub powstał 2 sierpnia 2004 jako Halowy Klub Sportowy Pogoń 04 Szczecin w wyniku fuzji NPI Szczecin oraz Selfy Szczecin. 5 września 2005 w kilka dni po historycznym pierwszym awansie drużyny do I ligi podpisano list intencyjny o współpracy klubu z MKS Pogoń Szczecin SSA. 23 września 2005 zmieniono nazwę klubu na obecną. Najlepszy wynik Pogoni 04 w najwyższej klasie rozgrywkowej w Polsce to wicemistrzostwo Polski w sezonie 2013/2014.
Sezon 2018/19 drużyna zakończyła spadkiem do I ligi futsalu. Po letniej przerwie rozgrywkowej w 2019 roku klub znalazł się finansowych tarapatach i okazało się, że trener wyjechał na Ukrainę, a zawodnicy nie przystąpili do treningów. Zespół nie rozegrał kilku początkowych meczów nowego sezonu i realną stała się groźba całkowitego wycofania drużyny z rozgrywek.
Klub został rozwiązany 9 listopada 2019 roku, z powodów finansowych.

## Kadra wicemistrzów Polski (sezon 2013/14)
| Nr  | Imię i nazwisko     | Data urodzenia       | Wzrost | Pozycja      | Poprzedni klub                    | Narodowość |
| --- | ------------------- | -------------------- | ------ | ------------ | --------------------------------- | ---------- |
| 1.  | Nicolae Neagu       | 8 lutego 1983        | 181 cm | Bramkarz     | Akademia FC Pniewy                | Mołdawia   |
| 33. | Dominik Kubrak      | 18 września 1982     | 178 cm | Bramkarz     | Jedynka Szczecin                  | Polska     |
| 90. | Łukasz Koszmider    | 18 października 1990 | 187 cm | Bramkarz     | Wychowanek                        | Polska     |
| 13. | Łukasz Żebrowski    | 13 listopada 1982    | 178 cm | Rozgrywający | Selfa Szczecin                    | Polska     |
| 20. | Artur Jurczak       | 18 maja 1990         | brak   | Defensywny   | Moto 46 Szczecin                  | Polska     |
| 46. | Daniel Maćkiewicz   | 17 lutego 1988       | 186 cm | Defensywny   | Moto 46 Szczecin                  | Polska     |
| 3.  | Marek Bugański      | 5 lutego 1993        | 175 cm | Defensywny   | Gwiazda Ruda Śląska               | Polska     |
| 18. | Sergiy Sharovara    | 19 listopada 1983    | 183 cm | Uniwersalny  | Heiro Rzeszów                     | Ukraina    |
| 29. | Mateusz Maćkiewicz  | 11 stycznia 1989     | 183 cm | Obrońca      | Stal Stocznia Szczecin            | Polska     |
| 7.  | Łukasz Tubacki      | 9 października 1989  | 175 cm | Atakujący    | Vineta Wolin                      | Polska     |
| 10. | Marcin Mikołajewicz | 22 października 1982 | brak   | Atakujący    | Hurtap Łęczyca                    | Polska     |
| 17. | Mateusz Gepert      | 12 lipca 1991        | 170 cm | Pomocnik     | Gatta Active Zduńska Wola         | Polska     |
| 23. | Michał Kubik        | 7 maja 1990          | 175 cm | Atakujący    | Moto 46 Szczecin/Arkonia Szczecin | Polska     |
| 92. | Paweł Bogucki       | 3 stycznia 1992      | brak   | Uniwersalny  | Salos Szczecin                    | Polska     |
| 95. | Kacper Zieliński    | 21 czerwca 1995      | 170 cm | Pomocnik     | Wychowanek                        | Polska     |
| 8.  | Piotr Sochański     | 30 września 1990     | brak   | brak         | brak                              | Polska     |
| 88. | Oleksandr Shamotii  | 15 maja 1988         | 175 cm | Pomocnik     | Marwit Toruń                      | Ukraina    |

## Reprezentanci kraju
- Rafał Andruszko
- Paweł Dąbrowski
- Marcin Markiewicz
- Artur Jurczak
- Michał Kubik
- Dominik Kubrak
- Mariusz Lewandowski
- Marcin Mikołajewicz
- Nicolae Neagu
- Łukasz Piasecki
- Łukasz Tubacki
- Tomasz Wydmuszek
- Łukasz Żebrowski